# Stercorarius antarcticus
Lo stercorario antartico (Stercorarius antarcticus Lesson, 1831) è un uccello della famiglia Stercorariidae.

## Descrizione
Lo stercorario antartico è un grosso uccello lungo 52–64 cm e del peso di 1–2 kg; l'apertura alare è di 90–120 cm. Il piumaggio è completamente grigio-bruno (a seconda della sottospecie può variare l'intensità del colore), tranne che per una zona bianca sulle primarie. Il becco è robusto e uncinato.

## Biologia

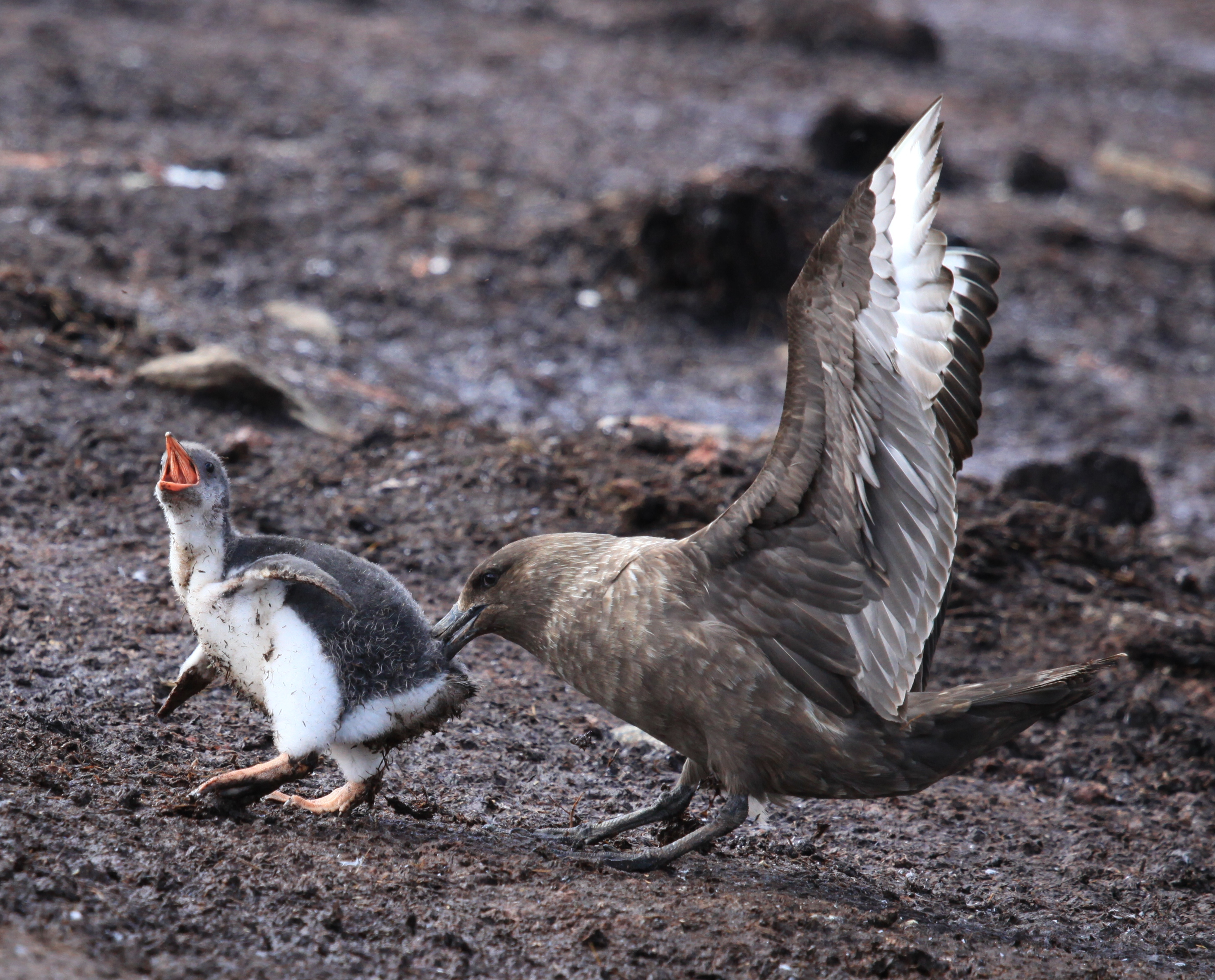
Uno stercorario antartico mentre attacca un giovane pinguino Papua.

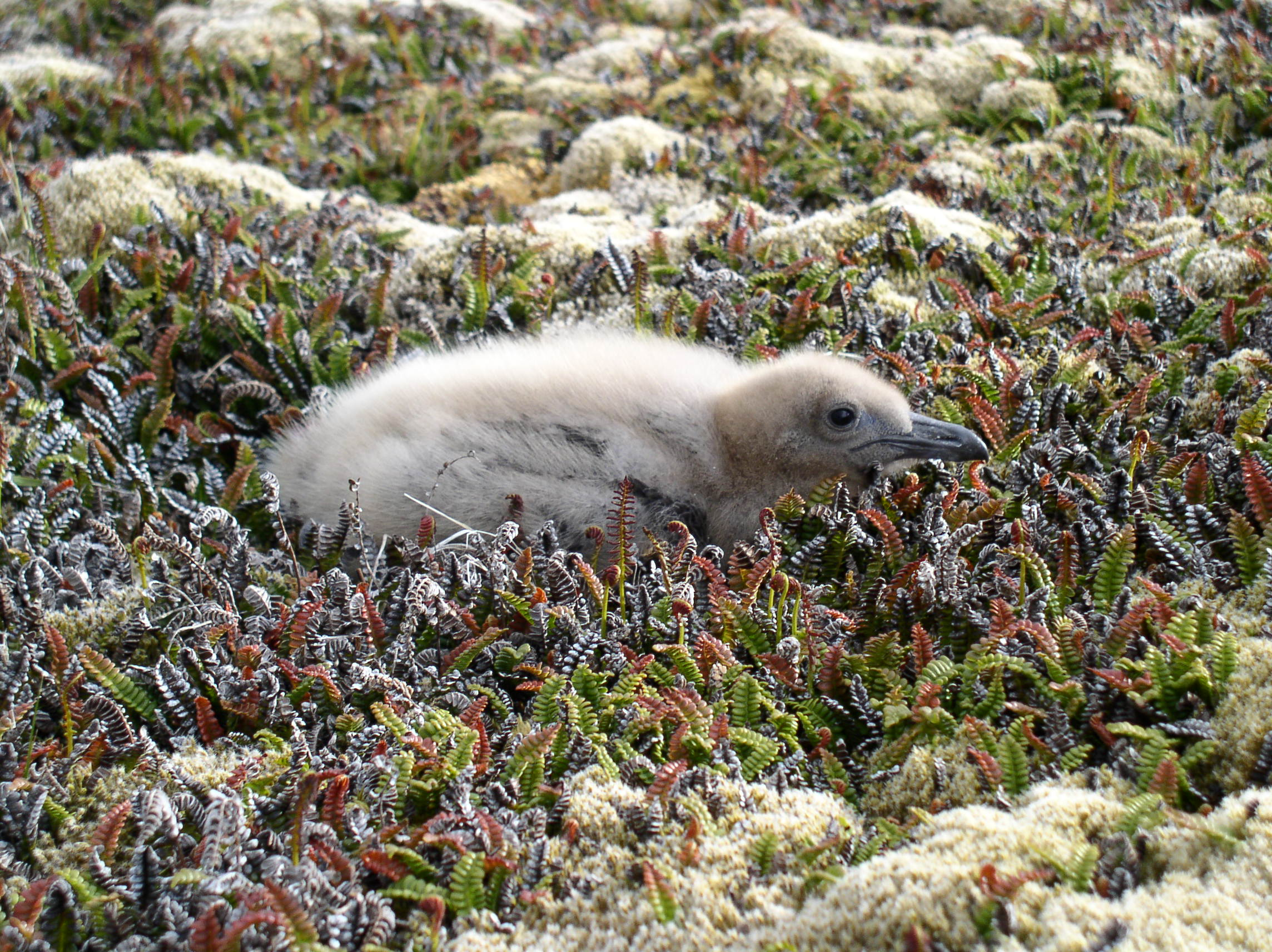
Pulcino di stercorario antartico

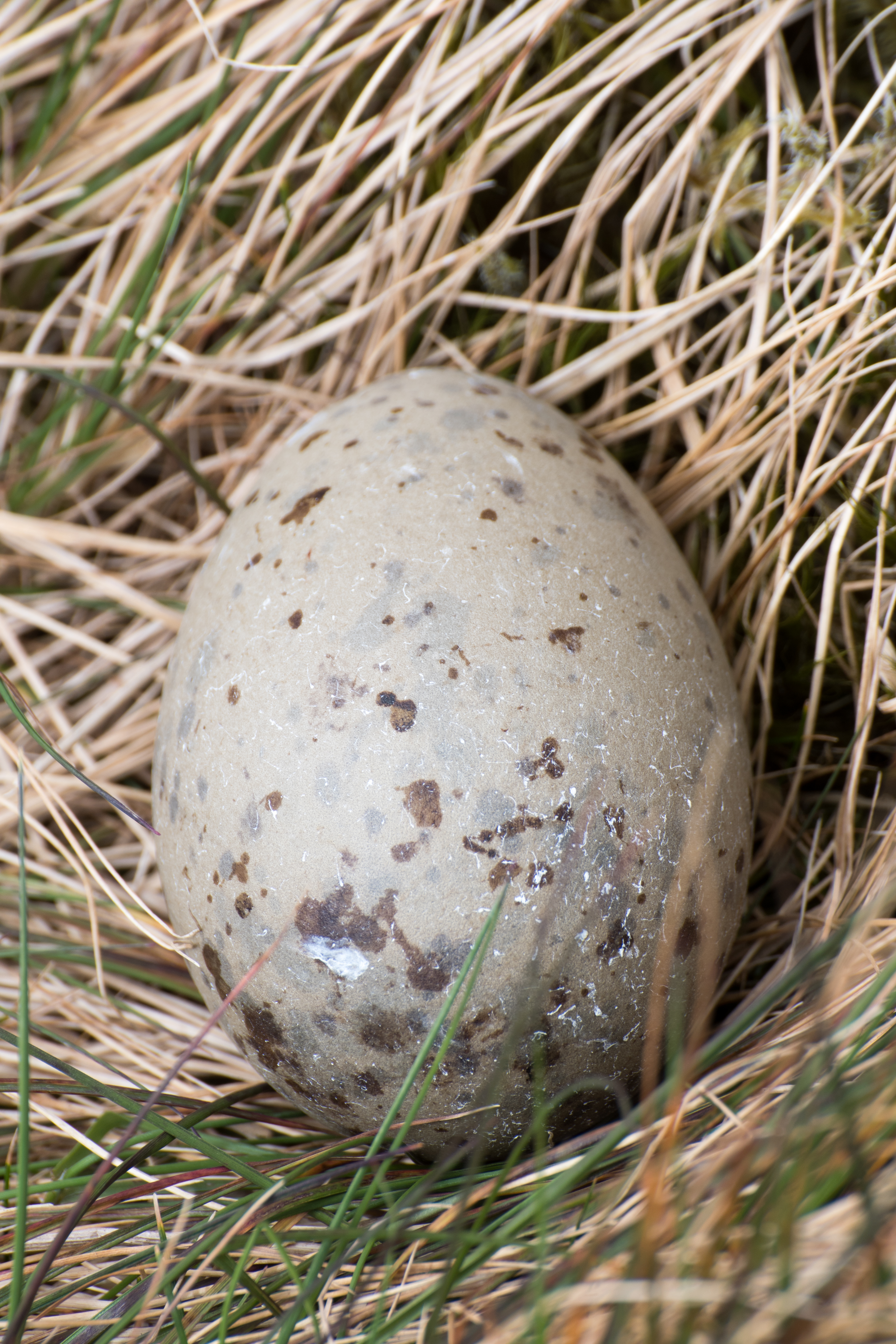
Uovo di stercorario antartico

### Alimentazione
Come gli altri stercorari e i labbi, gli stercorari antartici sono cleptoparassiti, infatti rubano il cibo a berte, pinguini e altri uccelli marini con acrobazie aeree, ma sono anche spazzini e seguono le barche per raccogliere i rifiuti e gli scarti. Durante il periodo riproduttivo si spostano a terra e cacciano i piccoli delle altre specie e le loro uova e più raramente anche piccoli mammiferi.

### Riproduzione
Nidificano sul terreno, da soli o in piccole colonie, vicino alle colonie di altri uccelli marini, in modo da petersi procurare il cibo più facilmente. Le coppie sono monogame e depongono 1-2 uova per nidiata (raramente tre), ma spesso è solo il primo pulcino che sopravvive, mentre il secondo raggiunge la maturità nel 43% dei casi.

## Distribuzione e habitat
Questo uccello vive nelle regioni polari e subpolari dell'emisfero australe. Durante le migrazioni si sposta più a nord, toccando le regioni tropicali del Sud America (Brasile e Argentina), il sud dell'Africa e perfino l'estremità meridionale della Penisola Arabica. La sottospecie S. a. lonnbergi vive più ad oriente, dalle Sandwich Australi alla Nuova Zelanda passando per Sudafrica, India e Australia.

## Tassonomia
Stercorarius antarcticus ha tre sottospecie:
- S. antarcticus antarcticus
- S. antarcticus hamiltoni
- S. antarcticus lonnbergi, talvolta alcuni autori considerano questa una specie separata (stercorario bruno, Stercorarius lonnbergi Mathews, 1912)